# Jiamusi
Jiamusi is een stadsprefectuur in de noordelijke provincie Heilongjiang, Volksrepubliek China, in het uiterste noordoosten van het land. Het is de hoofdstad van het gelijknamig district, telt 555.000 inwoners en is gelegen aan de middenloop van de rivier de Songhua.
Het is de hoofdstad van de gelijknamige prefectuur De prefectuur telde op 1 november 2000 2.378.474 inwoners op een oppervlakte van 31.528 km².